# Synodontis punctulata
Synodontis punctulata és una espècie de peix de la família dels mochòkids i de l'ordre dels siluriformes. Poden assolir fins a 25 cm de llargària total.
Es troba a Tanzània, Somàlia i Etiòpia a l'Àfrica.